# Beloomut
Beloomut (russisch Белоомут) ist eine Siedlung städtischen Typs mit 5968 Einwohnern (Stand 2024) in der Oblast Moskau, Russland. Sie liegt 139 km südöstlich von Moskau.

## Geographie
Beloomut liegt in der Meschtschora 139 km südöstlich von Moskau.

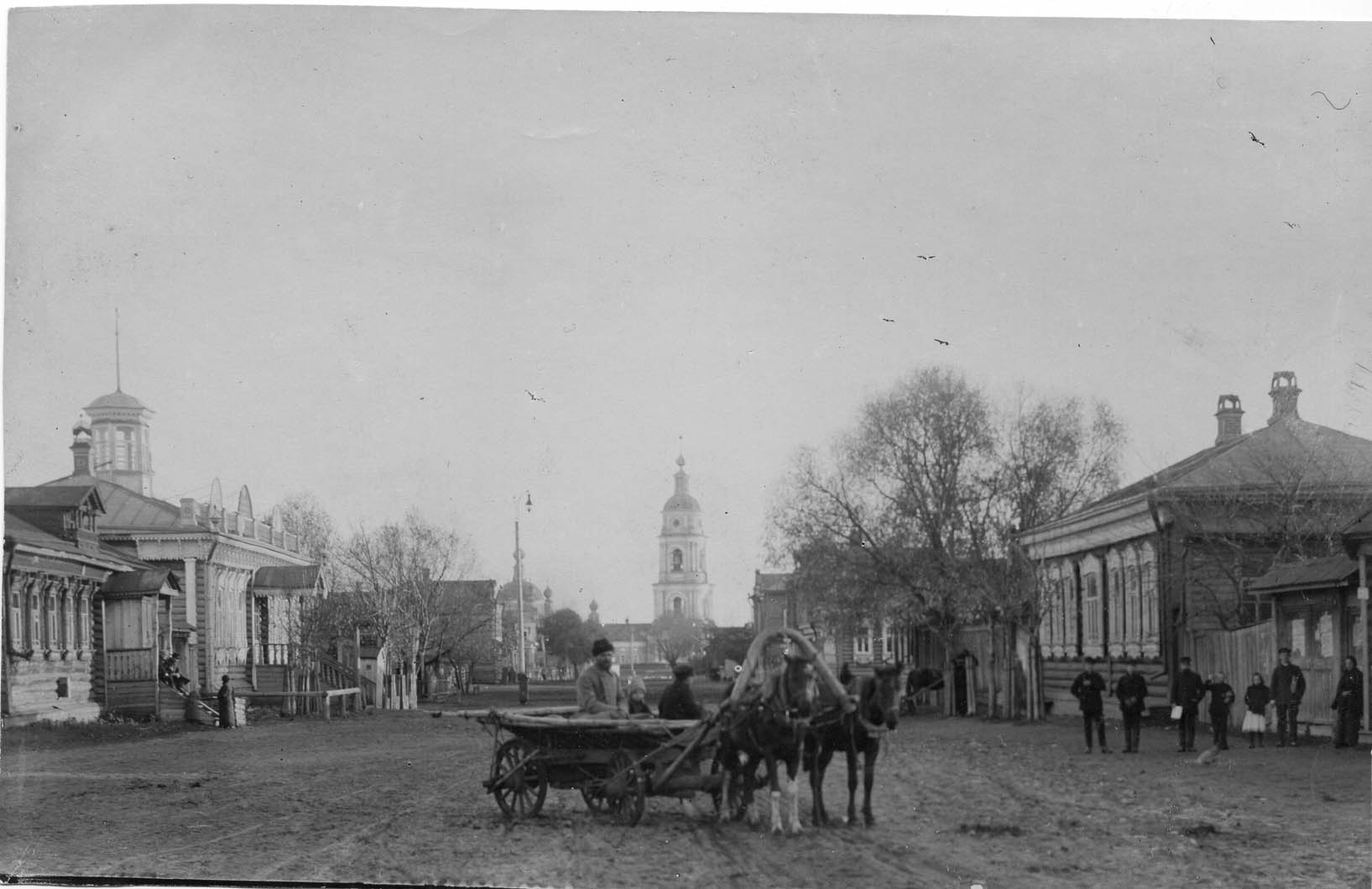
Straße in Beloomut (1900)

## Geschichte
Beloomut wurde erstmals schriftlich im Jahre 1616 in einem Volkszählungsbuch y. Ab dem Jahr 1664 war das Dorf in zwei Orte, nämlich in Werchni Beloomut und Nischni Beloomut, geteilt. Vom 18. bis 19. Jahrhundert war das Dorf Teil des Gouvernement Rjasan. Ab dem Jahre 1834 gehörte Beloomut dem Revolutionär und Dichter Nikolai Ogarjow. Dieser ließ seine Leibeigenen in Beloomut bereits 1846 frei, 15 Jahre vor der offiziellen Abschaffung der Leibeigenschaft im Russischen Kaiserreich. Im August 1939 wurden die zwei Orte zu einer einheitlichen Siedlung städtischen Typs zusammengeführt.

## Bevölkerungsentwicklung
| Jahr | Einwohner                                     |
| ---- | --------------------------------------------- |
| 1620 | 493                                           |
| 1859 | Werchni Beloomut: 4512 Nischni Beloomut: 4531 |
| 1906 | Werchni Beloomut: 5502 Nischni Beloomut: 6285 |
| 1959 | 9712                                          |
| 1970 | 9082                                          |
| 1979 | 8731                                          |
| 1989 | 8305                                          |
| 2002 | 7029                                          |
| 2006 | 7150                                          |
| 2007 | 6618                                          |
| 2009 | 6482                                          |
| 2010 | 6558                                          |
| 2012 | 6544                                          |
| 2013 | 6525                                          |
| 2014 | 6366                                          |
| 2015 | 6266                                          |
| 2016 | 6158                                          |
| 2017 | 6070                                          |
| 2018 | 6003                                          |
| 2019 | 6030                                          |
| 2020 | 6032                                          |
| 2021 | 5931                                          |
| 2023 | 5965                                          |
| 2024 | 5968                                          |

## Religion
Beloomut gehört zum Luchowizki Subdistrikt der Moskauer Diözese. In der Siedlung befinden sich vier russisch-orthodoxe Kirchen:
| Kirche                          | Eröffnungsjahr | Bild |
| ------------------------------- | -------------- | ---- |
| Kirche der Verklärung des Herrn | 1802           |      |
| Kirche der Heiligen Drei Könige | 1827           |      |
| Kirche der Mariä Himmelfahrt    | 1840           |      |